# Marie Rose Ferron
Marie Rose Ferron conocida como Pequeña Rose (Saint-Germain-de-Grantham, Quebec, Canadá, 24 de mayo de 1902 – Woonsocket, Rhode Island, Estados Unidos, 11 de mayo de 1936)  fue una mística católica, canadiense-estadounidense, reconocida por sufrir estigmas y ver visiones de Jesús.

## Biografía
Marie Rose Ferron nació en Saint-Germain-de-Grantham, Quebec, Canadá, el 24 de mayo de 1902 fue la décima hija de una de una familia de quince hijos católica devota que se mudó a Fall River, Massachusetts en 1906. Se dice que tenía seis años cuando tuvo su primera visión de Jesús, de niño llevando una cruz. Él me miraba con tristeza en Sus ojos dijo una vez.

### Primeros años
A la edad de seis años, Rose ya había tenido una visión del Niño Dios. Lo vi con una cruz, dijo, y me estaba mirando con tristeza en Sus ojos. 

Cuando tenía siete años, Jesús le enseñó una oración en francés que recitaba diariamente hasta su muerte. Se lee:  
Señor Jesús, cuando reflexiono sobre las palabras que has pronunciado: Muchos son llamados, pero pocos son elegidos , empiezo a temblar por los que amo, y te ruego que los mires con misericordia; y he aquí, con infinito ternura, pones su salvación en mis manos, por así decirlo, porque a él se le promete todo lo que sabe sufrir contigo y por ti. Mi corazón sangra bajo el peso de la aflicción, pero mi voluntad permanece unida a la tuya, y te grito: ¡Señor, es para ellos que quiero sufrir!¡Quiero mezclar mis lágrimas con Tu Sangre para la salvación de los que amo! No harás oídos sordos a mi grito de dolor y los salvarás . 
Incluso a una edad temprana, Marie Rose mostró una piedad inusual, devoción y una comprensión de las cosas espirituales. No le resultó difícil, escuchar y seguir un sermón como lo hace un adulto. Y cuando terminaba la Misa, no se apresuraba a jugar, sino que prefiria quedarse en su lugar y prolongar su acción de gracias. 
Cuando Marie Rose cumplió trece años, se enfermó gravemente como consecuencia de llevar a su padre a cenar en un fangoso día de primavera. Su mano derecha y su pie izquierdo ahora parecían paralizados. Sin embargo, su mano se curó cuando tomó agua bendita una mañana después de la misa dos años después. En un instante se abrió y una vez más pudo mover sus dedos libremente. Pero su pie nunca se curó, y durante doce años no pudo caminar sin muletas. hasta que sus pies torcidos la confinaron a la cama por el resto de su vida. Debido a que sus músculos a veces se contraían dolorosamente, lo que hacía muy difícil enderezarlos una vez más, se colocaba una tabla plana en su cama estrecha a la que estaba rígidamente atada. También sufrió un problema intestinal que dificultó la digestión de alimentos sólidos y contrajo tétanos y piorrea.

La familia se mudó a Woonsocket, Rhode Island en 1925, donde, al año siguiente, apareció por primera vez su estigma. Durante la Cuaresma de 1927, las heridas comenzaron a aparecer regularmente todos los viernes. Comprensiblemente, Rose se vio destinada a estar discapacitada de por vida, y así un aire de tristeza y soledad dominó su infancia. Una mañana de verano, cuando tenía diecisiete años, sintió su miseria más aguda de lo habitual. Escribiendo sobre la ocasión años después, ella recordó cómo se sentía. Era un domingo, y desde su ventana podía ver a sus hermanas y sus amigos hablando y riendo mientras salían a la iglesia. 
La vida que se desbordó de estas chicas, parecía ser la mejor que el mundo podía dar, y me contrasté con ellas. Me sentí aplastada. Me vi miserable, indigente y abandonada por Dios; pensé en mi enfermedad, en mi muletas, me rompí el corazón y me derretí en lágrimas. 
Otra aflicción que afectó profundamente a Rose fue su incapacidad para asistir a la escuela.
Me sentí como si estuviera ciego, a tientas en la oscuridad, dijo. No tenía nada que esperar, ninguna esperanza de mejorar mi condición. Contemplé mi ignorancia ante mis ojos, y eso me desanimó más que mis debilidades. El tiempo, que suaviza todo, incluso los sufrimientos, aumentó el mío: me rompieron corazón.

### El asunto de La Sentinelliste
En 1922, el obispo de Providence, Rhode Island, el reverendo William Hickey, lanzó una campaña de un millón de dólares para la construcción de varias escuelas secundarias nuevas en su diócesis. Fue en un período que favoreció la recaudación de fondos para esta causa. Pero, aunque el obispo no esperaba que se aprobara ninguna colección en todos los ámbitos, nunca supuso que este impulso se enfrentaría a una ola de amarga oposición de las filas de los católicos de habla francesa, tan tradicionalmente leales a la Iglesia. Cuestionaron su derecho a evaluar las parroquias, que apoyaban a sus propias escuelas primarias de francés, a pesar de que la campaña era para escuelas secundarias. 
En 1924 un líder había surgido para cristalizar el movimiento en torno a un periódico semanal llamado "La Sentinelle ". El periódico no escatimó palabras para atacar al alfil, y su circulación creció. Para 1927 , sus seguidores se rechazaron todo apoyo financiero a la Iglesia. El obispo ahora estaba obligado a recurrir a una acción drástica. Ordenó a sus sacerdotes rechazar los sacramentos a todos los que persistían en su oposición y se vio obligado a excomulgar cincuenta y seis líderes. 
Durante este episodio, el obispo de la diócesis de Providence buscó ayuda sobrenatural. Él sabía que necesitaba un alma víctima para sufrir por la división y eligió a Marie-Rose para reparar a los disidentes y traerlos de regreso a  la Iglesia. 
Ser alma víctima fue la misión de Marie Rose. La madre de Marie, Delima Mathieu Ferron, tenía una rara virtud. Desde su primer embarazo, ella había dedicado a cada uno de sus hijos recién nacidos a un misterio del Rosario y tenía quince hijos que había completado así durante las últimas décadas. Marie-Rose, estaba destinada a ser la niña dedicada al décimo misterio, la Crucifixión, y fue ella a quien llamó el Obispo Hickey en su angustia. 
Unos años antes, Rose se encontró con un sacerdote que le enseñó cómo sufrir y sacrificarse por amor a Dios, de modo que cuando el obispo Hickey la llamó, cuando tenía veinticinco años, había aceptado por completo el misterio del sufrimiento por ella misma, e incluso podría decir que tenía hambre y sed de ella, y que el sufrimiento debía ser su estado de vida. Para ese entonces, había estado en la cama durante cinco años. 
El obispo llamó a la casa de Ferron porque sabía que allí se encontraría una víctima que estaría dispuesta a ofrecerse como un holocausto vivo para su diócesis. Por su parte, Rose reconoció un buen corazón en el. Se sintió tan bien en su presencia que toda resistencia se rompió.
Haré lo que me pidas, respondió Rose sin dudar. "Estoy dispuesto a sufrir como desees y para el regreso de aquellos a quienes has excomulgado. Acepto de inmediato. Será mi misión orar por su regreso.
El obispo pensó que Rose debería reflexionar un poco antes de cumplir con lo que podría convertirse en un verdadero martirio. De acuerdo, dejó la habitación por algunos minutos, para que pudiera considerar la plena importancia de su aceptación. Cuando regresó, Rose reiteró su consentimiento. 
La calma comenzó a asentarse lentamente sobre el campo de batalla Sentinelliste. Muchos pensaron que era la calma antes de una nueva tormenta. Sin embargo, una víctima solitaria obtenía gracias por una diócesis entera a través de un sufrimiento inusual y místico. 
Este asunto dará buenos frutos para ambos lados, y con Jesús me regocijo por ello. Sorprendentemente, uno por uno, los cincuenta y seis  rebeldes de la Iglesia se inclinaron en sumisión y obediencia a su Obispo. 
Un día, cuando Rose tenía veintidós años, la casa estaba llena de olor a pan recién horneado. Su hermana menor, que estaba comiendo una migaja, la invitó a comer algo: 

“¡Oh, Rose, está deliciosa!

"No puedo", respondió Rose, ya que conocía las exigencias de su estómago. 
"Si lo hago, puedo morir". 
 
"Para morir por comer o por hambre, ¿cuál es la diferencia? Intenta por lo menos". 
 
Rose intentó y sufrió como si realmente fuera a morir. ”.

Cuando todo terminó, su mano izquierda se deformó y permaneció paralizada hasta su muerte. Lo que es aún más notable es que a partir de entonces ella no comió más comida sólida. Rose misma atestigua este hecho, al igual que su madre. Durante once años, hasta su muerte, Rose tomó solo comida líquida e incluso esto a veces no pudo conservar. Al darse cuenta de que podía recibir la Sagrada Comunión, un sacerdote le dio una vez pequeñas partículas no consagradas. Rápidamente la hicieron enfermar. Además, cuatro años antes de su muerte, ella ni siquiera bebió agua durante un período de tres meses. Pero Rose sintió hambre y sed, como sabían todos los que vivían en contacto con ella. Fue a costa del largo y prolongado antojo de comida que pudo subsistir con una dieta que hubiera sido insuficiente para una persona común.

### Muerte
Ferron vivió en constante dolor hasta su muerte en Woonsocket, Rhode Island, Estados Unidos en 1936 a la edad de 33 años. La cantidad de asistentes a su funeral atestigua su popularidad en la comunidad francoamericana.
Sus estigmas (incluida una corona de espinas) fueron fotografiados repetidamente. Hay quienes la consideran la primera estigmatizada estadounidense. El obispo Russell McVinney de Providence, Rhode Island llevó a cabo una investigación sobre la causa de la canonización de Ferron y terminó en 1964 con el obispo decidiendo no continuar con el proceso.